# 阳关三叠
《陽關三疊》，中國古曲，又名《陽關曲》、《渭城曲》。該曲取材自王維的七言絕句《送元二使安西》：“渭城朝雨浥輕塵，客舍青青柳色新。勸君更盡一杯酒，西出陽關無故人”。於唐代被編成琴歌，歌曲分三大段，疊唱原詩外，加入由原詩詩意所發展的若干詞句，為當時的梨園樂工廣為傳唱。詩中“西出陽關無故人”一反復吟唱三遍，故名《陽關三疊》。
此曲在唐代被名為《渭城曲》收集於《伊州大曲》之中，至宋代失傳，而蘇軾曾見古本《陽關》，形容為「每句皆再唱而第一句不疊」。其曲譜現存最早版本收集於1491年龔經編釋的《浙音釋字琴譜》，今殘存8段，只在第1段為王維原詩。1530年出版的《新刊發明琴譜》亦載有此琴歌，清代張鶴據此版本改編收入其編著的《琴學入門》（1876年），今人多用《琴學入門》版本。

## 《阳关三叠》歌词
- 元《阳春白雪集》

渭城朝雨，一霎浥轻尘。更洒遍客舍青青，弄柔凝，千缕柳色新。更洒遍客舍青青，千缕柳色新。休烦恼！劝君更尽一杯酒，人生会少，自古功名富贵有定分，莫遣容仪瘦损。休烦恼！劝君更尽一杯酒，只恐怕西出阳关，旧游如梦，眼前无故人！只恐怕西出阳关，眼前无故人。
- 清《琴学入门》

清和节当春。渭城朝雨浥轻尘，客舍青青柳色新。劝君更进一杯酒，西出阳关无故人。霜夜与霜晨。遄行，遄行，长途越渡关津，惆怅役此身。历苦辛，历苦辛，历历苦辛，宜自珍，宜自珍。
渭城朝雨浥轻尘，客舍青青柳色新。劝君更进一杯酒，西出阳关无故人。依依顾恋不忍离，泪滴沾巾，无复相辅仁。感怀，感怀，思君十二时辰。参商各一垠，谁相因，谁相因，谁可相因，日驰神，日驰神。
渭城朝雨浥轻尘，客舍青青柳色新。劝君更进一杯酒，西出阳关无故人！芳草遍如茵。旨酒，旨酒，未饮心已先醇。载驰骃，载驰骃，何日言旋轩辚，能酌几多巡！千巡有尽，寸衷难泯，无穷伤感。楚天湘水隔远滨，期早托鸿鳞。尺素申，尺素申，尺素频申，如相亲，如相亲。
噫！从今一别，两地相思入梦频，闻雁来宾。
- 明楊掄《真传正宗琴谱》古琴谱中歌词原文

第壹段 對景增悲
長亭柳依依，渭城朝雨浥輕麈，客舍青青柳色新。勸君更盡一杯酒，西出陽關無故人。長亭柳依依，傷懷傷懷，祖道送我故人，相別十里亭。情最深，情最深，情意最深，不忍分，不忍分。
第貳段 擎樽話別
渭城朝雨浥輕塵，客舍青青柳色新。勸君更盡一杯酒，西出陽關無故人。擔頭行李，沙頭酒樽，攜酒在長亭。咫尺千里，未飮心已先醉，此恨有誰知。哀可憐，哀可憐，哀哀可憐，不忍離，不忍離。
第叁段 祖道難分
渭城朝雨浥輕塵，客舍青青柳色新。勸君更盡一杯酒，西出陽關無故人。堪嗟商與參，怨寄絲桐，對景那禁傷情。聁征旌，聁征旌，未審何日歸程。對酌此香醪，香醪有限，此恨無窮無窮。傷懷，楚天湘水隔淵星，早早托鱗鴻。情最慇，情最慇，情意最慇，奚忍分，奚忍分。
尾
從今別後，兩地相思萬種，有誰吿陳。

## 其他版本
- 混聲合唱
王震亞於1954年改編
- 民族管弦樂
秦鵬章改編
- 鋼琴獨奏曲《柳色新》（The Willows Are New）
周文中於1957年改編
- 二胡獨奏曲
沈正陸移植，鋼琴伴奏，1964年於第4屆上海之春發表；閔惠芬改編，揚琴伴奏，1977年發表[2]

## 資料來源
1. ↑  孫繼南. . 山東教育. 1985. ISBN 9787532800728.
2. ↑  廖玉麟. . 湖南人民. 2001年12月. ISBN 7-5438-2378-0.